# Lullacry
Lullacry est un groupe de metal gothique finlandais, originaire de Helsinki. Leur premier album, Sweet Desire, est publié en 1999, et attire l'intérêt du label Spinefarm Records et mène à la signature d'un contrat. Après plus de 15 ans d'existence, Lullacry se sépare en 2014.

## Biographie
Le groupe est formé en 1998, et enregistre sa première démo intitulée Weeper's Aeon la même année. Peu de temps après, ils commencent les enregistrements de leur premier album, Sweet Desire, publié en 1999. Cet album attire l'intérêt du label Spinefarm Records et mène à la signature d'un contrat. Leur carrière est propulsée avec la publication de l'album album Be My God en 2001, avec une tournée promotionnelle avec le groupe de power metal Edguy. Cependant, la chanteuse Tanya Kemppainen quitte le groupe en 2002, laissant Lullacry sans son atout majeur. Plusieurs chanteuses sont auditionnées jusqu'à l'arrivée de Tanja Lainio. La nouvelle formation enregistre et publie l'album Crucify My Heart. Le single Don't Touch the Flame issu de l'album, est une reprise de la chanson Head Like a Hole des Nine Inch Nails.
Avant l'enregistrement de leur quatrième album, l'EP Fire Within est publié, et comprend notamment une reprise de la chanson L.O.V.E. Machine de W.A.S.P.. En juin 2005, le groupe annonce avoir terminé son quatrième album, intitulé Vol. 4, qui est publié en septembre la même année. En mai 2007, le groupe annonce vouloir « négocier » avec des labels qui leur proposeraient un contrat. En septembre 2007, ils annoncent avoir enregistré sept chansons.
Le single Stranger in You, qui comprend une reprise de la chanson I Stole Your Love de Kiss, qui est publiée en juillet. Après une longue pause, Lullacry publie son cinquième album studio, Where Angels Fear, en 2012, à leur propre label, OUTO Recordings. En février 2013, Lullacry publie une nouvelle vidéo de la chanson To Every Heartache. Lullacry annonce une tournée pour célébrer ses 15 ans d'existence. En avril 2014, le groupe annonce une compilation double-CD intitulée Legacy 1998-2014. Cette même année, Lullacry se sépare.

## Membres
- Tanja Lainio – chant
- Sami Leppikangas – guitare solo
- Sauli Kivilahti – guitare
- Kimmo « Heavy » Hiltunen – basse
- Jukka Outinen – batterie

## Discographie

### Albums studio
- 1999 : Sweet Desire
- 2000 : Be My God
- 2003 : Crucify My Heart
- 2005 : Vol. 4
- 2012 : Where Angels Fear

### Singles
- 2003 : Don't Touch the Flame
- 2003 : Alright Tonight
- 2004 : Fire Within (EP)
- 2005 : Stranger in You
- 2012 : Bad Blood
- 2012 : Feel My Revenge feat. Mikko Herranen
- 2012 : Thousand Suns
- 2013 : To Every Heartache